# Língua trumai
O trumai é uma língua indígena falada pelo povo Trumai na região do Parque Indígena do Xingu, considerado o maior e um dos mais famosos parques indígenas multiétnicos reconhecidos e demarcados no mundo. É uma língua não classificada em nenhuma família e, de acordo com o Ethnologue, considerada em risco de extinção.
Os falantes da língua Trumai totalizam 109 indivíduos distribuídos em 4 localidades: as aldeias de Boa Esperança, Três Lagoas e Steinen e o posto indígena Pavuru, localizados na porção média do Parque Indígena do Xingu no Mato Grosso. A língua está ameaçada de desaparecer devido ao pequeno número de falantes e do uso do português como primeiro idioma por parte dos jovens do povo Trumai, assim, como a influência cultural e linguística dos povos da região do Xingu.

## Etimologia
Do ponto de vista etimológico, a língua Trumai possui a mesma denominação tanto para seus próprios falantes, quanto externamente, para outras pessoas, ou seja, o endônimo é igual ao exônimo. Essa palavra deriva do nome do povo falante dela: os Trumais, porém, não se sabe exatamente a sua origem. A explicação mais lógica para a etimologia do nome Trumai está relacionada à possiblidade de outras tribos terem atribuído essa denominação e ser utilizada até hoje.
A sequência de sons 'tr' encontrada no nome Trumai não se encaixa nos padrões fonológicos dessa língua, porém, a hipótese de que tenha sido um nome escolhido pelo próprio povo ainda é válida, visto que, pode ser uma versão encurtada de um nome anterior que possuía uma vogal entre 't' e 'r'.

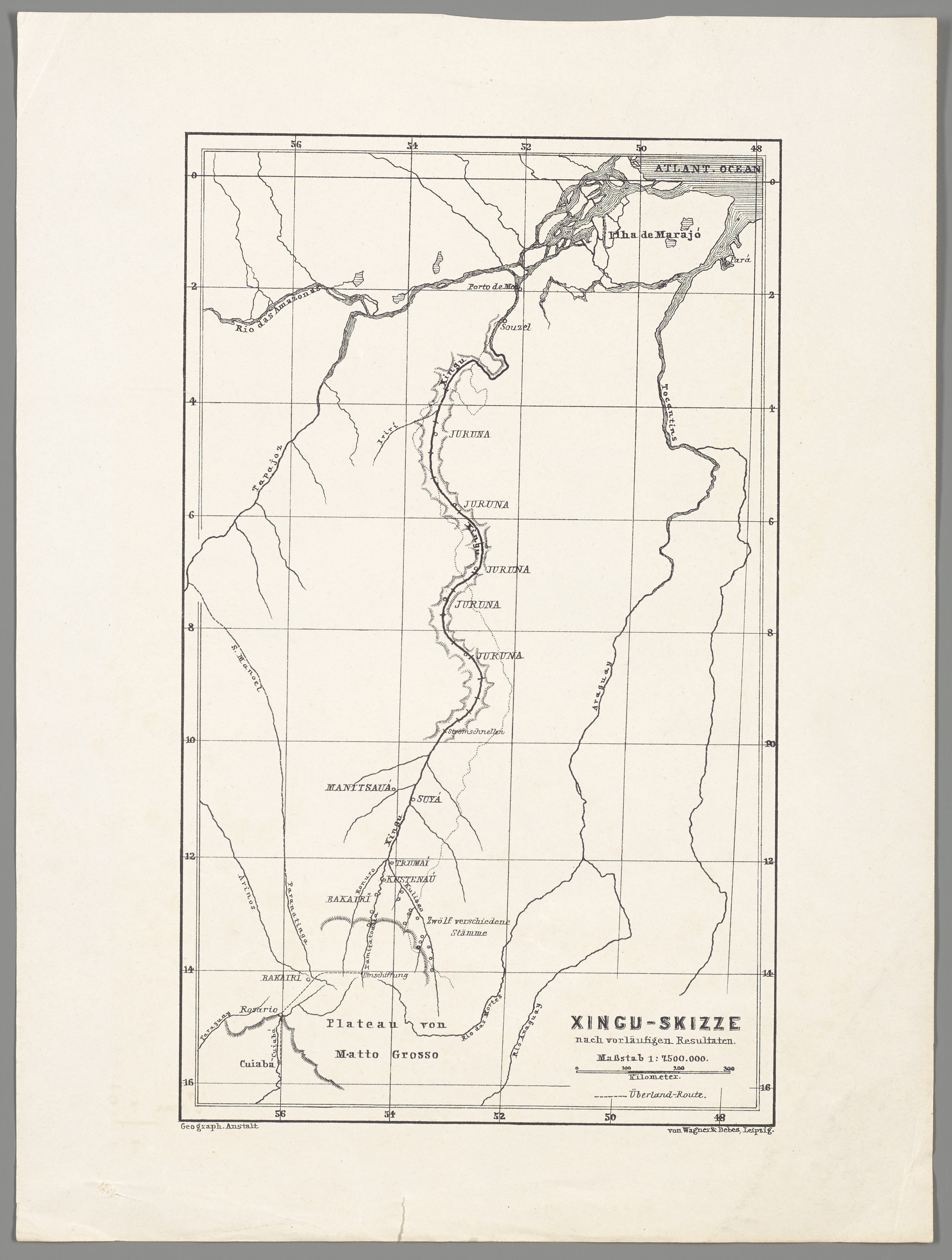
Rio que dá nome ao Parque Indígena do Xingu

## História

### Origem dos Trumai
Diferentemente da maioria dos outros povos da região do Xingu que migraram do Norte, acredita-se que os Trumai tenham sido originados no Sudeste e se deslocado até a localização atual, por volta do século XIX, por conta de conflitos intertribais e da colonização. Durante toda a história do povo, nunca foi identificado um número significativo de população, devido à guerras e epidemias que os assolaram.

### Influências externas
Devido ao pequeno número de falantes da língua, o povo Trumai teve a necessidade de se unir a outros grupos presentes na região (como os Aweti, os Mehinaku e os Nahukwa) para garantir a sobrevivência. Dessa forma, sua cultura sofreu mudanças desde o período em que eles chegaram na região, a exemplo do uso da mandioca, do milho, da rede de dormir e do arco, desconhecidos até então. 
No que diz respeito às mudanças na língua Trumai, percebe-se o surgimento de novos termos e o desaparecimento de outros, como /weset/ que era utilizado para denominar o tapete utilizado para dormir e não está mais presente na linguagem.

### Variações na língua
Segundo alguns falantes do Trumai, existiu, em alguma época, uma variação da língua, chamada Wahldat, que foi desaparecendo entre as aldeias, com o passar do tempo, resultando em uma única variação como se conhece hoje.

### O mito do Pequi
Em seu Trabalho de Conclusão de Curso, Yamaritu Trumai Suyá, membro da tribo Trumai e graduado no curso de ciências sociais pela UNEMAT, fala sobre a cultura de seu povo e narra o mito do Pequi, história difundida entre os Trumai que explica o surgimento do fruto do pequi para eles.
Segundo o mito do Pequi, as duas esposas de um dono de roças de mandioca estavam traindo-o com outro homem. Ao descobrir, o marido assassinou-o e enterrou-o em um local que deu origem à primeira árvore de pequi, fruto do qual diversos animais passaram a se alimentar. Além disso, o pequi é muito utilizado na culinária regional do cerrado brasileiro, em pratos como o arroz com pequi, conservas, entre outros.

## Fonologia

### Consoantes
A língua Trumai possui 17 fonemas consonantais, apresentados no quadro abaixo:
|             | Bilabial | Labiodental | Dental | Alveolar | Palatoalveolar | Palatal | Velar | Glotal |
| ----------- | -------- | ----------- | ------ | -------- | -------------- | ------- | ----- | ------ |
| Oclusiva    | p        |             | t̪      | t d      |                |         | k     | ʔ      |
| Nasal       | m        |             |        | n        |                |         |       |        |
| Lateral     |          |             |        | l        |                |         |       |        |
| Flepe       |          |             |        | ɾ        |                |         |       |        |
| Fricativa   |          | f           | s      |          | ʃ              |         | x     | h      |
| Aproximante | w        |             |        |          | j              |         |       |        |

### Vogais
A língua Trumai possui 8 fonemas vocálicos, apresentados no quadro abaixo:
|             | Anterior | Central | Posterior |
| ----------- | -------- | ------- | --------- |
| Fechada     | i        | ɨ       | u         |
| Semifechada | e        |         | o         |
| Semiaberta  | ɛ        |         | ɔ         |
| Aberta      | a        |         |           |

### Acento Tônico
O Trumai é uma língua de acento fixo, que recai sempre sobre a última sílaba, ou seja, todas as palavras são terminadas com a sílaba tônica. Dessa forma, é possível identificar o início e fim das palavras mais facilmente em uma frase.

## Ortografia
Considerando que "ortografia" é o estudo da correta escrita das palavras de uma determinada língua, não foram identificados indícios de que a língua Trumai tenha sido sistematizada de maneira escrita, não havendo, portanto, ortografia da língua Trumai.
Nos escassos trabalhos sobre a língua Trumai, os pesquisadores se valeram de coleta de dados linguísticos junto a falantes nativos, não havendo qualquer menção à sistematização escrita da língua.
Além disso, segundo Luciana Storto , as 154 línguas indígenas faladas no Brasil, são, em geral, ágrafas, ou seja, de tradição apenas oral e não escrita, o que inclui o Trumai.
Segundo Yamaritu Trumai Suyá, apesar de não haver uma forma escrita dessa língua, há uma tentativa por parte dele de implementar a criação de uma versão escrita do Trumai e ensinar as crianças do povo, de forma a retomar a comunicação em sua língua materna, o que ainda não tem alcançado grandes resultados.
1. ↑  Ortografia: do grego "ortho", que quer dizer correto, e "grafo" que significa escrita.

## Gramática
As classes gramaticais da língua Trumai se dividem em dois grupo: classes abertas, ou seja, aquelas que permitem variações ao longo do tempo (substantivos, adjetivos, quantificadores, verbos e advérbios) e classes fechadas, aquelas que não permitem (pronomes, posposições).

### Substantivos
Os substantivos, em Trumai, manifestam as categorias de posse, número e caso gramatical, através de partículas que se ligam a eles.

#### Posse
A categoria de posse é conferida a substantivos através de afixos de posse. Para isso, existem afixos que podem desempenhar a função de pronomes de terceira pessoa. O sufixo -ake, por exemplo, se refere a partes do corpo, enquanto -tsi se refere a relações de parentesco.
Exemplos:
kuʃ-ake (O cabelo dela.)
tsi-di (A mulher dele.)
Quanto à expressão de posse com relação a objetos materiais, esta é feita através do sufixo -kte/-kate, que é empregado ao sintagma nominal possuidor. Esse sufixo também pode ser empregado a pronomes. No caso dos pronomes singulares ha, hi e hine, é apenas possível a utilização de -kte, enquanto para hinatl, apenas -kate é admitido. Nos demais casos, ambas as formar são possíveis.
Exemplos:
hai-kte si (A minha canoa.)
axos-kate esak (A rede do menino.)

#### Número
Os substantivos podem variar em número por meio de clíticos pluralizadores, morfemas que conferem a característica de número gramatical, podendo ser dividido em singular, dual e plural.
Para substantivos singulares, não há uma marca que indique essa situação, ou seja, percebe-se que é singular justamente quando não há nenhuma marca. Os substantivos duais são identificados pela partícula a, que sucede o nome. Já no caso do plural, é utilizado wan como marca pluralizadora. Há ainda um morfema que identifica substantivos pertencentes a um coletivo: pa/paine.
| Marca       | Número gramatical a que se refere | Exemplo             | Tradução para o português                                     |
| ----------- | --------------------------------- | ------------------- | ------------------------------------------------------------- |
| 'sem marca' | singular                          | atlat pat           | panela pequena                                                |
| a           | dual                              | axos a              | as duas crianças                                              |
| wan         | plural                            | di wan              | as mulheres                                                   |
| pa paine    | coletivo                          | axos pa kʔate paine | coletivo de crianças / criançada coletivo de peixes / cardume |

#### Caso gramatical
Por ser uma língua ergativa-absolutiva, o Trumai possui 2 casos gramaticais: caso ergativo e caso absolutivo:
- Caso ergativo

Em línguas ergativas-absolutivas, o caso ergativo identifica o sujeito de verbos transitivos, marcado pelo sufixo -k/-ek, associado a esse sujeito.
Exemplo:
axos-k atlat mapa (A criança quebrou a panela.)
- Caso absolutivo

O caso absolutivo pode ser utilizado tanto para identificar sujeitos de verbos intransitivos, quanto objetos diretos de verbos transitivos. A marcação desse caso gramatical se dá por meio do 0 lexical, ou seja, a ausência de marcas.
Exemplos:
ha sa-tke t̪ak (Eu não quero dançar.)
faptɨ fatla-n (Ele furou a orelha.)

### Quantificadores
Os quantificadores são palavras que modificam nomes, atribuindo-lhes uma característica de quantidade, equivalentes a "muito" e "pouco" em português:
| Trumai  | Português            |
| ------- | -------------------- |
| aʔdɨ    | muito (contável)     |
| pɨx     | muito (não contável) |
| pat     | pouco                |
| pɨx-t̪ak | muito pouco          |

Exemplo:
aʔdɨ kʔate (Muito peixe.)

### Posposições
As posposições, em Trumai, são sufixos que se ligam a sintagmas nominais, conferindo uma relação entre termos, de forma que atribui uma característica a esse nome.
| Posposição | Significado         | Exemplo                   | Tradução para português |
| ---------- | ------------------- | ------------------------- | ----------------------- |
| ki / n     | locativo            | tehnene-ki ha wan axaʔtsi | Nós sentamos no chão    |
| ita        | direção             | kumaru dat-ita            | para a casa de Kumaru   |
| lots       | origem              | São Paulo-lots            | de São Paulo            |
| letsi      | instrumental / meio | si-letsi                  | com canoa               |
| tam        | companhia           | ha atle-tam               | com a minha mãe         |
| iets       | por causa           | kiki-iets                 | por causa do homem      |
| tis / tsis | quando              | kawihu-tis                | quando chove            |
| apudan     | embaixo             | misu-apudan               | embaixo da água         |
| malan      | na beira de         | misu-malan                | na beira do rio         |

### Pronomes
Os pronomes podem ser divididos, nessa língua, em: pronomes pessoais e possessivos, demonstrativos e interrogativos. Na língua Trumai, os pronomes são livres, ou seja, podem aparecer longe do verbo a que se referem.

#### Pronomes pessoais e possessivos
Esses pronomes podem variar em pessoa gramatical, número, inclusividade (na primeira pessoa) e gênero (na terceira pessoa). Os pronomes abaixo são utilizados tanto na categoria de pessoais quanto de possessivos. 
|          | 1ª pessoa                             | 2ª pessoa | 3ª pessoa                                 |
| -------- | ------------------------------------- | --------- | ----------------------------------------- |
| Singular | hai/ha                                | hi        | hine (masculino) hinatl (feminino)        |
| Dual     | ha-a (exclusivo) ka-a (inclusivo)     | hi-a      |                                           |
| Plural   | ha-wan (exclusivo) ka-wan (inclusivo) | hi_wan    | hine_wan (masculino) hinak-wan (feminino) |

O pronome hai (primeira pessoa) é utilizado como pronome tônico, enquanto ha ocupa as outras posições.
- Clítico -n/-e

Além dos pronomes apresentados na tabela, há ainda outra possibilidade que substitui os pronomes pessoais de terceira pessoa: o clítico pronominal -n/-e (não se aplica aos pronomes possessivos). Geralmente, este morfema está localizado na última posição da oração, sendo sempre preso a outra palavra, de modo geral, um verbo. Esse clítico tem a função de se referir ao sujeito de orações intransitivas, porém, não se prendendo a este, sempre a um verbo ou advérbio. A forma -n é utilizada após termos terminados em vogal e -e após consoantes.
Exemplos:
faptɨ fatla-n (Ele furou a orelha.)
[0]-ii sa-n (Ele dança.)

#### Pronomes demonstrativos
Na língua Trumai, os demonstrativos possuem distinção de gênero e número.
| Trumai     | Português   |
| ---------- | ----------- |
| niʔde      | este        |
| niʔdatl    | esta        |
| niʔdak-wan | estes(as)   |
| kaʔne      | aquele      |
| kaʔnatl    | aquela      |
| kaʔnak-wan | aqueles(as) |

Exemplos:
kaʔnatl di (Aquela mulher.)
kaʔne fa kain feʔde-s (Aquele matou a onça.)

##### Formas interrogativas
A partícula responsável pela identificação de uma oração interrogativa é a, considerado um morfema livre, por poder se localizar em qualquer posição da oração, exceto na primeira. Essa partícula, porém, não é obrigatória, sendo a entonação responsável pela fator de interrogação da oração. Geralmente, esse segundo caso é utilizado para confirmar uma informação.
Exemplos:
hi lafku a? (Você nada?)
hi man? (Você come?)
Além da partícula -a, existem também outras formas interrogativas na língua Trumai.
| Trumai              | Português | Exemplo             | Tradução para o português |
| ------------------- | --------- | ------------------- | ------------------------- |
| te                  | quem      | [te]-i in kaʔʃɨ-ke? | Quem está vindo?          |
| han / hele / tsifan | o que     | tsifan-is axos ma?  | O que a criança comeu?    |
| hamata / hamun(a)   | onde      | hamuna in [ole]-i?  | Onde está a mandioca?     |
| tuk                 | quanto    | tuk in [0]-ii api-n | Quanto ele está pegando?  |
| hele                | como      | hele in hi tak      | Como é seu nome?          |

### Verbos
Em Trumai, as ações podem variar em pessoa gramatical, gênero, número, tempo, aspecto/modo. Estas primeiras três classificações acontecem apenas por meio da identificação do sujeito da oração, sem causar alterações na forma do verbo, exceto pela terceira pessoa que pode ser marcada pelo clítico -n/-e. 

#### Tempo
A categoria de tempo, em Trumai, também não ocorre marcada junto ao verbo, sendo geralmente identificada através de advérbios. Na maioria dos casos, não há uma distinção entre passado e presente, enquanto o futuro é, quase sempre, identificado através do advérbio hatke, que remete justamente a uma ação realizada no futuro. 
Apesar de não ser tão utilizado quanto hatke, também existe um advérbio que remete ao passado: kaksu. Quanto ao presente, não há um termo que o represente da mesma forma que acontece com os outros tempos verbais, porém, é possível utilizar nɨʃɨts, traduzido como hoje/agora.

#### Aspecto/modo
O aspecto de uma ação, por sua vez, é representado por morfemas pospostos ao verbo, ou seja, sufixos que denotam características específicas a ele.
| Morfema | Aspecto expressado            | Exemplo                   | Tradução para o português                |
| ------- | ----------------------------- | ------------------------- | ---------------------------------------- |
| kma     | completude                    | jaw falomle-kma           | A gente acabou de plantar                |
| ik      | ação realizada antes de outra | wana xuʔtsa-ik            | Primeiro olha.                           |
| laktsi  | ação repetida em intervalos   | jaw sone-laktsi, jaw suta | Cada vez que a gente bebe, a gente urina |
| ka      | factivo                       | hai-ts sa-ka-n            | Eu o fiz dançar                          |
| tke     | volitivo                      | ha sone-tke t̪ak           | Eu não quero beber                       |

1. ↑  Esse aspecto se refere a uma ação que o sujeito fez acontecer. Nesses casos, geralmente o sujeito está marcado com o sufixo -ts, de forma que identifica o identifica como causativizador
2. ↑  O aspecto volitivo é responsável por garantir um caráter de desejo ao verbo

#### Evidencialidade
Apenas uma marca de evidencialidade foi identificada na língua Trumai: o morfema kain. Esse morfema é responsável por conferir a característica de certeza ao verbo, ou seja, a ação é um fato.
Exemplo:
hi ma (Você está comendo.)
hi ma kain (Você está comendo. - é possível ver/confirmar que a pessoa está comendo)

### Derivação
As palavras em Trumai podem ser formadas a partir de dois tipos de derivação: exocêntrica, aquela em que há mudança de classe gramatical; endocêntirca, aquela em que não há mudança de classe.

#### Exocêntrica
A derivação exocêntrica pode ocorrer nas formas: nominalizadora (verbo transformado em nome), através do sufixo -t; relativizadora (algo relativo a outro), através do sufixo -k; de utilidade (verbo transformado em nome/para que serve), através do sufixo -kwaʃ.
| Marcas | Tipo de derivação | Exemplo         | Tradução para o português        |
| ------ | ----------------- | --------------- | -------------------------------- |
| -t     | Nominalização     | ma ma-t         | comer coisa de comer / alimento  |
| -k     | Relativização     | maʔtsi maʔtsi-k | doença o que tem doença / doente |
| -kwaʃ  | Por utilidade     | sone sone-kwaʃ  | beber coisa de beber / copo      |

#### Endocêntrica
A derivação endocêntrica acontece podendo significar: adoração por algo, através do sufixo -sin; abundância, através do sufixo -ke.
| Marca | Tipo de derivação | Exemplo    | Tradução para o português |
| ----- | ----------------- | ---------- | ------------------------- |
| -sin  | Por adoração      | di di-sin  | mulher adorador de mulher |
| -ke   | Por abundância    | kuʃ kuʃ-ke | cabelo cabeludo           |

### Ordem da frase e alinhamento
Apesar de a ordem dos elementos na oração não ser fixa, já que existe uma certa liberdade na disposição deles, também não é completamente livre, considerando que há algumas regras a respeito dessa ordem. Dentro dos sintagmas, uma distribuição dos sintagmas tende a ser preservada, mesmo que variações possam acontecer.

#### Sintagma Nominal
Nos sintagmas nominais, o nome/substantivo tende a aparecer sempre depois de possíveis pronomes e quantificadores, mas antes de adjetivos.
Exemplos:
kaʔnatl di (Aquela mulher.)
ady feʔde (Muita onça.)
atlat pat (Panela pequena.)

#### Sintagma Verbal
No caso dos sintagmas verbais, o segundo verbo costuma vir antes do primeiro, sendo cada verbo sucedido por um possível sufixo de aspecto e, por último, por um advérbio de negação (t̪ak).
Exemplos:
ha alax kawa (Eu vou caçar.)
ha xup t̪ak (Eu não sei.)
ha sone-tke t̪ak (Eu não quero beber.)

#### Oração
Dentro da oração, a ordem padrão utilizada na língua Trumai para orações transitivas é SOV, ou seja, sujeito/objeto/verbo, diferentemente do que ocorre nas orações intransitivas, determinadas por SV, sujeito/verbo. Apesar de existir essa ordem padrão, é possível que os elementos apareçam em outra sequência, visto que, não se trata de uma língua completamente fixa.

#### Alinhamento morfossintático
A língua Trumai se classifica como uma língua ergativa-absolutiva, ao passo que, uma vez que apresenta oposição entre um verbo transitivo e seu objeto.

## Vocabulário

### Numeração
A língua Trumai apresenta um sistema de numeração baseado nos dedos das mãos, ou seja, tem "base 5". A seguir estão os vinte primeiros números nessa língua:
| Número | Trumai                              | Número | Trumai                                                |
| ------ | ----------------------------------- | ------ | ----------------------------------------------------- |
| 1      | mihin                               | 11     | huʃ kʼad kɛl wanlekan, mihin apa wakpɛʃkun            |
| 2      | huʃ                                 | 12     | huʃ kʼad kɛl wanlekan, huʃ apa wakpɛʃkun              |
| 3      | huʃtahmɛ                            | 13     | huʃ kʼad kɛl wanlekan, huʃtahmɛ apa wakpɛʃkun         |
| 4      | pinɛ pinɛktɛ len                    | 14     | huʃ kʼad kɛl wanlekan, pinɛ pinɛktɛ len apa wakpɛʃkun |
| 5      | k’ad apa wakpɛʃkun                  | 15     | huʃ kʼad kɛl wanlekan, inɛ kʼad kɛlan apa wakpɛʃkun   |
| 6      | mihin k’ad kɛl wakpɛʃkun            | 16     | mihin pitsʼ, mihin pitsʼ kɛl wakpɛʃkun                |
| 7      | huʃ k’ad kɛl wakpɛʃkun              | 17     | mihin pitsʼ, huʃ pitsʼ kɛl wakpɛʃkun                  |
| 8      | huʃtahmɛ k’ad kɛl wakpɛʃkun         | 18     | mihin pitsʼ, huʃtahmɛ pitsʼ kɛl wakpɛʃkun             |
| 9      | pinɛ pinɛktɛ len k’ad kɛl wakpɛʃkun | 19     | mihin pitsʼ, pinɛ pinɛktɛ len pitsʼ kɛl wakpɛʃkun     |
| 10     | k’ad kɛl wanlekan                   | 20     | pitsʼ kɛl wanlekan                                    |

### Animais
Abaixo estão alguns animais na língua Trumai e suas respectivas traduções para o português:
| Trumai            | Português          | Trumai        | Português         |
| ----------------- | ------------------ | ------------- | ----------------- |
| hura’ au          | crejoá             | chom          | japim             |
| karakaka          | aracuã-do-pantanal | kuch kïrïrak  | araçari-de-crista |
| atetla hid        | guiraietapa        | petltake      | ariranha          |
| chom anehene      | guaxé              | wakup nipts’i | tipo de peixe     |
| malatsitsik yuraw | tatu-canastra      | kupiana       | jacamacira        |
| kupiana nehene    | jacamarici         | wakup         | corvina           |
| wakup nipts’i     | corvina miúda      | asulu         | pomba             |
| asulu nipts’i     | rolinha            | ayana’i       | rato              |
| ayana’i nipts’i   | rato-d'água        | k’ate         | peixe             |
| k’ate yuraw       | piraíba            | awara’i       | raposa            |
| awara’i yuraw     | cachorro-do-mato   | malatsitsik   | tatu              |
| malatsitsik yuraw | tatu-canastra      | kotugu kuegü  | saracuraçu        |
| tolo kuegü        | gavião             | tikugi kuegü  | periquito         |

## Menções
A língua Trumai foi tema da questão 4 da prova da Escola de Linguística de Outono de 2022 na edição Mascate (2021), em que foi abordado o sistema de numeração da língua.